# Mitteldeutsche Fußballmeisterschaft 1904/05

Dresdner SC 1898 – Mitteldeutscher Fußballmeister 1905

Die Mitteldeutsche Fußballmeisterschaft 1904/05 des Verbandes Mitteldeutscher Ballspiel-Vereine (VMBV) war die nun vierte Spielzeit der Mitteldeutschen Fußballmeisterschaft. Die diesjährige Meisterschaft, wurde wieder mittels zweier Gauligen ausgetragen, deren Gewinner in einem Finalspiel aufeinandertrafen. In diesem besiegte der Dresdner SC den Halleschen FC 1896 mit 3:2 und qualifizierte sich hiermit für die Endrunde zur Deutschen Meisterschaft. Während dieser erreichten die Dresdner nach einem 5:3-Viertelfinal-Erfolg gegen den SC Vicotria Hamburg das Halbfinale, welches aber gegen den BTuFC Union 1892 verlorenging. Der VfB Leipzig war als letztjähriger Finalist, (in der vorigen Spielzeit wurde die Deutsche Meisterschaft ausgesetzt), ebenso für die Endrunde qualifiziert, verzichtete aber dann auf eine Viertelfinal-Teilnahme gegen den FuCC Eintracht Braunschweig.
Am 10. Verbandstag des VMBV, am 4. Februar 1905, wurde die endgültige Aufnahme folgender Verbände beschlossen:
[1] Verband Magdeburger Ballspiel-Vereine (VMBV)
[2] Verband Dresdner Ballspiel-Vereine (VDBV)
[3] Verband Leipziger Ballspiel-Vereine (VLBV)
[4] Verband Chemnitzer Fußball-Vereine (VCFV)
[5] Der Thüringer Fussballbund, (TFB) wurde am 21. August 1904 gegründet, doch sein Anschluss an den V.B.M.V., wurde erst für den 19. Februar 1905 beschlossen.
Alle Vereine der neu aufgenommenen Verbände, trugen die Spielzeit 1904/05 in ihrer bis dahin angestammten Struktur zu Ende aus
und wurden dann ab der nächsten Saison, in bereits bestehende oder neu geschaffene Gaue des überregionalen V.M.B.V. eingegliedert.

## Modus
Die teilnehmenden Vereine im Verband Mitteldeutscher Ballspiel-Vereine waren in der Saison 1904/05 erneut in drei Bezirke (Gaue) unterteilt, wobei wiederum nur die Gewinner der Gaue I und II für das Mitteldeutsche Finale qualifiziert waren, da der Gau III nur als unterklassige Liga fungierte. Die Magdeburger Vereine waren weiterhin im Verband Magdeburger Ballspiel-Vereine organisiert und spielten einen eigenen Fußballmeister aus.
| Gau             | Gaumeister         |
| --------------- | ------------------ |
| Nordwestsachsen | Hallescher FC 1896 |
| Ostsachsen      | Dresdner SC        |

## Gau I – Nordwestsachsen
| Pl. | Verein                      | Sp. | S  | U | N  | Tore    | Quote | Punkte |
| --- | --------------------------- | --- | -- | - | -- | ------- | ----- | ------ |
| 1.  | Hallescher FC 1896          | 12  | 11 | 0 | 1  | 039:110 | 3,55  | 22:20  |
| 2.  | FC Wacker Leipzig           | 12  | 9  | 1 | 2  | 038:130 | 2,92  | 19:50  |
| 3.  | VfB Leipzig (MM)&(M)        | 12  | 8  | 0 | 4  | 039:160 | 2,44  | 16:80  |
| 4.  | Leipziger BC 1893           | 12  | 7  | 0 | 5  | 035:250 | 1,40  | 14:10  |
| 5.  | FC Sportfreunde Leipzig (N) | 12  | 4  | 1 | 7  | 024:340 | 0,71  | 09:15  |
| 6.  | Hallescher FC Wacker (N)    | 12  | 1  | 0 | 11 | 013:490 | 0,27  | 02:22  |
| 7.  | SV Lipsia Leipzig           | 12  | 1  | 0 | 11 | 007:470 | 0,15  | 02:22  |

| (MM) | Titelverteidiger Mitteldeutschland |
| (M)  | Titelverteidiger Nordwestsachsen   |
| (N)  | Neuling                            |

## Gau II – Ostsachsen
| Pl. | Verein                   | Sp. | S | U | N | Tore    | Quote | Punkte |
| --- | ------------------------ | --- | - | - | - | ------- | ----- | ------ |
| 1.  | Dresdner SC (M)          | 6   | 4 | 0 | 2 | 032:120 | 2,67  | 08:40  |
| 2.  | Mittweidaer BC a         | 6   | 4 | 0 | 2 | 028:120 | 2,33  | 08:40  |
| 3.  | BC Sportlust Dresden (N) | 6   | 3 | 0 | 3 | 017:250 | 0,68  | 06:60  |
| 4.  | Chemnitzer BC a          | 6   | 1 | 0 | 5 | 011:390 | 0,28  | 02:10  |

| (M) | Titelverteidiger Ostsachsen |
| (N) | Neuling                     |

Entscheidungsspiel Platz 1
| Datum          |             | Ergebnis |                | Ort      |
| -------------- | ----------- | -------- | -------------- | -------- |
| 16. April 1905 | Dresdner SC | 4:2      | Mittweidaer BC | Freiberg |

## Gau III
Der Gau III hatte den Status einer unterklassigen Liga. Daher konnte der Sieger nicht an der Ausspielung zur Mitteldeutschen Meisterschaft teilnehmen. Die Liga dieser Spielzeit bildeten 5 Vereine: BSC Hohenzollern 99 Merseburg, FC Preußen Weißenfels, Weißenfelser SC 1903, SC Naumburg und der Zeitzer BC 1903. Sämtliche Vereine dieses Gaues wechselten zur kommenden Spielzeit in den neu geschaffenen Gau Saale.

## Meisterschafts-Endspiel
Qualifiziert für das diesjährige Finale waren die Sieger der Gaue I und II.
| Datum          |                                     | Ergebnis |                                                 | Stadion            |
| -------------- | ----------------------------------- | -------- | ----------------------------------------------- | ------------------ |
| 21. April 1905 | Dresdner SC (Sieger Gau Ostsachsen) | 3:2      | Hallescher FC 1896 (Sieger Gau Nordwestsachsen) | VfB-Platz, Leipzig |